# اگراس، سیپراس
اگراس، سیپراس (به لاتین: Agros, Cyprus) یک منطقهٔ مسکونی در قبرس است که در ناحیه لیماسول واقع شده‌است.

## خصوصیات
اگراس ۸۰۴ نفر جمعیت دارد و ۱٬۱۰۰ متر بالاتر از سطح دریا واقع شده‌است.